# قانون یاکوزا
قانون یاکوزا (انگلیسی: Yakuza Law) فیلمی حماسی - جنایی - درام محصول سال ۱۹۶۹ به نویسندگی و کارگردانی ترو ایشی است.